# Nhạc nền
Nhạc nền là một loại nhạc thường dùng trong một số địa điểm khác nhau (khách sạn, cửa hàng, công ty, video game, v.v...) nhằm tăng bầu không khí sinh động cho những nơi này, nhạc nền thường có kết cấu âm nhạc khá đơn giản do nó không cần thu hút sự chú ý của người nghe. Mặc dù cụm từ nhạc nền (background music) hay được gộp chung và nhầm lẫn với thể loại nhạc Muzak hay còn gọi là nhạc elevator vào cuối thế kỷ 20, vẫn có một vài giai đoạn phát triển của khái niệm âm nhạc này.

## Tiền sử
Vào giai đoạn của nhạc Barốc và thời kỳ của âm nhạc cổ điển, âm nhạc được biểu diễn như một hậu cảnh cho nhiều hoạt động khác nhau. Ví dụ:
- Đức Vua Pháp trong thời Barốc có thể thưởng thức âm nhạc trong khi dùng bữa ăn tối hoàng gia của mình.
- Các vở nhạc kịch (opera) hoặc các buổi biểu diễn âm nhạc quần chúng thường có những tính chất quá cao sang và khó hiểu vì thế một số ít khán giả đến xem thật ra chỉ lắng nghe những phần âm nhạc được biểu diễn.

## Nhạc nền trong phim, kịch (Incidental music)
Sau thời đại công nghiệp có một bước phát triển đáng kể, thì nhạc nền được phát trên đài phát thanh hoặc các chương trình truyền hình, và một số hoạt động khác nhưng không mang tính âm nhạc, người ta thêm vào nhạc nền chỉ để tạo bầu không khí thêm sinh động. Thể loại nhạc nền có thể đã bắt đầu có mặt trong các vở kịch Hy Lạp. Một số nhà soạn nhạc cổ điển đã viết các bản nhạc nền cho nhiều vai diễn khác nhau.

## Nhạc nền hiện đại (Furniture music)
Nhạc nền hiện đại là một phát minh của Erik Satie vào khoảng năm 1920. Loại "nhạc nền" này đã bị rơi vào quên lãng khi nhà soạn nhạc này chết một vài năm sau đó, và không được tiếp tục biểu diễn cho đến khi nó được phát hiện một vài thập niên sau đó. Đặc điểm nhận dạng là những đoạn nhạc ngắn, với những lần lặp đi lặp lại không hạn định.

## Nhạc nền cho cộng đồng
Thực chất là nhạc nền (background music) dùng phát tại các nơi công cộng (cửa hàng, sân bay, rạp hát v.v...), thường "nhẹ nhàng", "mềm mại" và "sáng sủa". Những nhạc phẩm của hoạc được biểu diễn bởi Mantovani, Franck Pourcel, Paul Mauriat và James Last, ... được sử dụng rộng rãi suốt những năm 1960 cho đến nay.

## Nhạc cho thương hiệu (Foreground music)
Trái ngược với nhạc nền (background music) sử dụng để làm hậu cảnh, foreground music được sáng tác để được mọi người lắng nghe trực tiếp. Lifestyle Companies, là một ví dụ đặc biệt, công ty này thuê người soạn nhạc, từng người một soạn nhạc và họ dự kiến sẽ có thể tăng được sự tín nhiệm của khách hàng và làm cho họ dành nhiều thời gian vào các cửa hàng của công ty. Tuy nhiên, đôi khi kết quả thì ngược lại: khi âm nhạc quá khó nghe, nó chỉ đẩy mọi người ra khỏi cửa hàng. Thường những công ty này thuê những DJ chuyên nghiệp có thể chọn nhạc cho phù hợp với thương hiệu của họ. Đa số trường hợp thì các bản nhạc đứng đầu các bảng xếp hạng thường được sử dụng nhiều nhất.

## Nhạc nền cho video game vàblog
Background music (thường được viết tắt là "BGM") là thuật ngữ miêu tả nhạc nền được sử dụng trong các video game và trong các blog hoặc website.

## Internet trong việc cung cấp nhạc nền
Trong những năm gần đây, sự phát triển vượt bậc của Internet đã cung cấp nhiều loại nhạc nền bởi các công ty như Trusonic đã tạo được sức hút. Điều này cho phép các nhà bản lẻ cập nhật ngay tức thì âm nhạc và tin nhắn đã được triển khai ở từng cấp độ lưu trữ, trái với việc sử dụng đĩa CD trước đây hoặc công nghệ vệ tinh.